# London Road Stadium
London Road Stadium – stadion piłkarski w Peterborough, w Wielkiej Brytanii, na którym swoje mecze rozgrywa zespół Peterborough United. 
Stadion zbudowano w 1913 roku; początkowo posiadał jedną trybunę liczącą maksymalnie 250 miejsc. W latach 1923–1932 z obiektu korzystał nieistniejący już klub Peterborough & Fletton United. Wraz z powstaniem klubu Peterborough United, stadion został rozbudowany. W 1965 roku zanotowano rekordową frekwencję; mecz pucharowy ze Swansea Town obejrzało prawie 31 000 widzów. 
Obecnie pojemność London Road Stadium wynosi 15 314 miejsc. Podział ze względu na trybuny jest następujący:
- Norwich and Peterborough South Stand – 4 146
- Main (North) Stand – 4 332 (w tym 1 802 przeznaczonych dla kibiców gości)
- Moy's End Terrace – 3 495
- London Road Terrace – 2 667.

We wrześniu 2010 roku zarząd miasta Peterborough postanowił, iż w przyszłości stadion zostanie zmodernizowany.